# مطار كونمينغ وجيابا الدولي
مطار كونمينغ وجيابا الدولي (بالإنجليزية: Kunming Wujiaba International Airport)‏ (إياتا: KMG، إيكاو: ZPPP) كان مطاراً يخدم مدينة كونمينغ في جمهورية الصين الشعبية. صنف مطار كونمينغ وجيابا الدولي في المرتبة السابعة في الصين من حيث عدد الركاب عام 2011 وفقًا لإدارة الطيران المدني في الصين، حيث تعامل مع 22,270,130 راكب، وبلغ إجمالي حركة الطائرات (القادمة والمغادرة) 191,744 طائرة وقد بلغت كمية البضائع المنقولة عبر المطار 272,465 طن.
أغلق المطار في عام 2012 وتم تعويضه بمطار كونمينغ جانغشوي الدولي.